# Paradox sta slov
Paradox sta slov (také Berryho paradox či paradox 25, 50, 1000 slov (s příslušnými obměnami)) je logický paradox založený na nerozlišování jazyka a metajazyka neboli na hovoření jazykem o jazyce. Spolu s dalšími podobnými paradoxy (viz Russellův paradox, Richardův paradox) podnítil na přelomu 19. a 20. století prudký rozvoj matematické logiky.

## Historie
Paradox sta slov byl poprvé publikován Bertrandem Russellem roku 1906. Russell sám však za jeho autora označil G. G. Berryho.

## Znění
Česká abeceda obsahuje pouze konečně mnoho písmen. Proto českých (smysluplných) slov majících méně než sto písmen je také pouze konečně mnoho. Obdobně i všech českých (smysluplných) popisů obsahujících méně než sto slov, z nichž každé má méně než sto písmen, je pouze konečně mnoho. Jen některé z nich definují jednoznačně nějaké přirozené číslo (patří k nim například „Dvacet sedm“ nebo „Třetí mocnina největšího dvanácticiferného prvočísla zvětšená o pět“; naopak popisem, který nedefinuje žádné přirozené číslo, je například „Pražský hrad“ nebo „Nejdelší filipínská řeka“). Tedy všech popisů v češtině majících méně než sto slov, z nichž každé obsahuje méně než sto písmen české abecedy, které definují nějaké přirozené číslo, je jen konečně mnoho. Všech přirozených čísel je však nekonečně mnoho. Proto musí existovat přirozené číslo, které žádným takovým popisem definovat nelze, a tedy existuje nejmenší takové přirozené číslo. Pak ovšem věta „Nejmenší přirozené číslo, které není možné definovat méně než sto slovy, z nichž každé má méně než sto písmen české abecedy“ je popisem o méně než sto slovech (konkrétně o 21 slovech), z nichž každé má méně než sto písmen české abecedy, která toto číslo definuje. Tedy číslo, náležející mezi čísla (popisem jistých vlastností) nedefinovatelná, je zároveň (popisem těchto vlastností) definováno.
Paradox je způsoben tím, že některá slova a výrazy přirozeného jazyka postrádají přesnost, jakou vyžaduje matematika. V tomto konkrétním případě jde o slovo „definovat“. To zprvu chápeme jako přímý popis nějakého čísla, ale ve větě obsahující paradox připouštíme i nepřímou definici pomocí množiny čísel popsatelných přímo, a tím množinu definovatelných čísel dále rozšiřujeme.

## Řešení
Řešení paradoxu spočívá v odlišení přirozeného jazyka (metajazyka), v němž běžně komunikujeme a přemýšlíme, od jazyka speciálního, určeného pro mluvení o objektech nějaké užší oblasti našeho zájmu. Je povoleno mluvit přirozeným jazykem o jazyce speciálním, ne však mluvit přirozeným jazykem o jazyce přirozeném ani mluvit speciálním jazykem o jazyce speciálním či přirozeném.
V případě paradoxu sta slov pak z tohoto pohledu dochází k promíchání jazyka speciálního (zde sloužícího k definování přirozených čísel) a metajazyka v okamžiku, kdy definujeme „Nejmenší přirozené číslo, které není možné definovat…“. Zde totiž tuto „metavětu“ (tj. větu v metajazyce) považujeme zároveň za větu speciálního jazyka, který jediný umožňuje definovat přirozená čísla. Metavětou přirozená čísla definovat nelze, objekt, který metavětou definujeme, může být v nejlepším případě „metapřirozeným číslem“. Tak se vyhneme paradoxu: zatímco čísla definovaná popisy (speciálního jazyka) jako například „Dvacet sedm“ jsou přirozená čísla, číslo definované metavětou „Nejmenší přirozené číslo, které není možné definovat…“ je metapřirozené číslo. Odlišíme-li tedy přirozený a speciální jazyk, pak již ve faktu, že „totéž“ číslo zároveň lze i nelze definovat, není žádný spor – toto číslo totiž není v obou případech „totéž“, jednou je přirozeným číslem a podruhé metapřirozeným, jako přirozené ho nelze definovat v (speciálním) jazyce, jako metapřirozené ho lze definovat v metajazyce.